# Ghetto di Tarnopol
Il ghetto di Tarnopol (in polacco: getto w Tarnopolu, in tedesco: Ghetto Tarnopol) fu un ghetto ebraico fondato nel 1941 dalle SS nella città polacca di Tarnopol (ora in Ucraina).

## Contesto storico
Secondo il censimento polacco del 1931, gli ebrei costituivano il 44% della variegata composizione multiculturale della città. Tarnopol rappresentò la più grande comunità ebraica della zona, con la maggior parte degli ebrei che adottarono il polacco come lingua madre. Al momento dell'invasione sovietica vivevano 18.000 ebrei nella città.
Durante la prima settimana di occupazione tedesca, all'inizio dell'operazione Barbarossa, furono uccisi circa 1.600-2.000 ebrei. Il ghetto fu istituito formalmente due mesi dopo. Tarnopol fu occupata dalla Wehrmacht il 2 luglio 1941. Diverse centinaia di ebrei seguirono i sovietici nella loro frettolosa ritirata verso est. Immediatamente dopo, nella prigione di Tarnopol furono scoperti circa 1.000 cadaveri di prigionieri politici assassinati dall'NKVD e altri 1.000 nelle città vicine: i tedeschi sfruttarono l'occasione per dichiarare gli ebrei responsabili delle atrocità commesse dai sovietici.
Due giorni dopo scoppiò un pogrom che durò dal 4 luglio all'11 luglio 1941, furono distrutte le case, bruciate le sinagoghe ed uccisi indiscriminatamente circa 1.600 ebrei (secondo una stima di Yad Vashem) in varie località anche all'interno della prigione e nella sinagoga data alle fiamme. L'uccisione dei circa 1.000 ebrei fu compiuta dal Sonderkommando 4b insieme all'Einsatzgruppe C, al comando di Günther Herrmann, appena arrivato dal massacro nel ghetto di Lutsk, con altri 600 ebrei assassinati dalla milizia ucraina, l'organizzazione dei nazionalisti ucraini poi nota come Polizia Ausiliaria Ucraina. Quasi tutte le loro vittime ebree furono uomini. Circa 500 ebrei furono assassinati nel cimitero cristiano di Tarnopol usando le armi distribuite dall'esercito tedesco. Secondo le interviste condotte in Ucraina da un sacerdote cattolico, padre Patrick Desbois di Yahad-In Unum, alcune delle vittime furono decapitate.

## Storia del ghetto
Le autorità tedesche ordinarono la creazione di uno Judenrat con 60 membri presieduto dall'insegnante Marek Gottfried. Gli ebrei furono convocati al quartier generale della polizia in gruppo, caricati su camion e portati fuori città verso il luogo dell'esecuzione nelle vicinanze di Zagroble. All'inizio di agosto 1941 agli ebrei di Tarnopol fu ordinato di indossare la stella di David e di contrassegnare con tale simbolo le loro case. Un "nuovo" Judenrat fu formato dai nazisti subito dopo l'ondata di massacri, senza rivelare il destino dei membri originari: Gustaw Fischer fu nominato nuovo presidente dello Judenrat.
Nel settembre 1941, le autorità di occupazione tedesche sotto Gerhard Hager annunciarono la creazione di un ghetto ebraico nella città, in un quartiere abbandonato che occupò solo il 5% dell'area metropolitana. La densità di popolazione nel ghetto triplicò, arrivando a contenere fino a 12.000-13.000 ebrei. Fu introdotta la pena di morte per aver lasciato il ghetto illegalmente e tutte le indennità alimentari razionate. Nel giro di un anno le condizioni nel ghetto divennero così pessime che nell'inverno successivo lo Judenrat iniziò a seppellire i cadaveri nelle fosse comuni per motivi igienici a causa dei tassi di mortalità in costante aumento. Nel frattempo, i tedeschi fondarono dei nuovi campi di lavoro satellite per schiavi ebrei a Kamionka, Podwołoczyska, Hluboczka e Zagroble.

## Rastrellamenti e liquidazione del ghetto

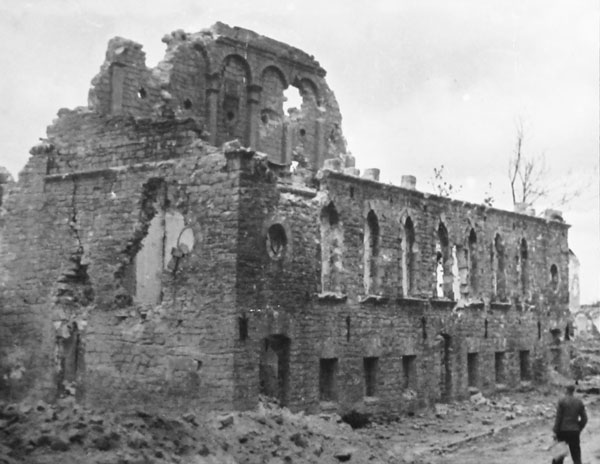
La sinagoga di Tarnopol in via Staroszkolna, distrutta

La prima azione di liquidazione del ghetto fu perpetrata il 31 agosto 1942, non molto tempo dopo l'avvio della Soluzione Finale. A quel tempo, il campo di sterminio di Bełżec a nord-ovest di Tarnopol fu già operativo a pieno regime: circa 3.000-4.000 ebrei furono radunati e rinchiusi nei carri bestiame, senza acqua; il trasporto rimase fermo in stazione per due giorni con le vittime che chiedevano aiuto; nel frattempo, un altro treno di carri bestiame arrivò con altri ebrei polacchi dai ghetti di Zbaraż e Mikulińce. I due treni furono unificati nella stazione come un trasporto dell'Olocausto a Bełżec con almeno 6.700 vittime che morivano all'interno per soffocamento e per sete. Il successivo treno dell'Olocausto fu organizzato il 10 novembre 1942: circa 2.500 ebrei furono radunati e portati alla stazione, con una piccola orchestra ucraina che suonava alla partenza per Bełżec.
L'area del ghetto fu notevolmente ridotta e una parte di essa adibita a campo di lavoro. Tra l'agosto 1942 e il giugno 1943 ci furono cinque "selezioni" che decimarono la popolazione dei prigionieri ebrei di Tarnopol, i campi furono liquidati per ultimi. Le vittime furono inviate con i treni dell'Olocausto al campo di sterminio di Bełżec, ma furono anche massacrate durante le sparatorie a Petrykowo con l'assistenza della polizia ucraina: si stima che complessivamente vi morirono circa 2.500 ebrei. Alcune centinaia di ebrei di Tarnopol e dintorni tentarono di sopravvivere nascondendosi entro i confini della città, molti furono denunciati dai nazionalisti ucraini, comprese le circa 200 persone poco prima che i sovietici conquistassero l'area nel 1944. Alcuni ebrei sopravvisse all'Olocausto nascondendosi con i polacchi.
I Giusti tra le nazioni che aiutarono gli ebrei del ghetto di Tarnopol includono la famiglia Regent, e la famiglia Misiewicz. Un monumento in memoria delle vittime dell'Olocausto è stato eretto a Ternopil a Petrikovsky Yar nel 1996.